# Edgar Julius Jung
Pour les articles homonymes, voir Jung.
Edgar Julius Jung est un avocat et un homme politique conservateur allemand, né le 6 mars 1894 à Ludwigshafen et mort le 30 juin 1934 à Oranienbourg.
Son opposition au nazisme et sa participation à la rédaction du discours de Marbourg lui ont valu d’être assassiné au cours de la nuit des Longs Couteaux, l'opération d’épuration nazie à vocation essentiellement interne.

## Les premières années 1894-1922
Issu d’une famille bourgeoise, Jung obtient son baccalauréat en 1912. En 1913, il entame des études de droit à Lausanne.
En 1914, lors du déclenchement de la Première Guerre mondiale, il s’engage comme volontaire. Il est promu lieutenant en 1916 et combat sur le front de l’Ouest. À la fin du conflit, il rejoint le Freikorps commandé par Franz von Epp et participe à l’écrasement de la république des conseils de Bavière le 2 mai 1919.
Il reprend ensuite ses études de droit à Heidelberg puis à Wurtzbourg où il décroche son doctorat en droit. En 1922, il s’installe comme avocat à Deux-Ponts, dans le Palatinat et se marie.

## Jung et la révolution conservatrice
Pour un article plus général, voir Révolution conservatrice (Weimar).
Depuis décembre 1918, le Palatinat est occupé par des troupes françaises, en application du traité de Versailles. Avec un directeur de banque de Kaiserslautern, Jung fonde en 1923 une organisation secrète, le « Reinisch-Pfälsichen Kampfbund » en français : « front de Palatinat rhénan », qui lutte à la fois contre l’occupation française et contre les mouvements qui veulent rendre le Palatinat indépendant de l’Allemagne, avec le soutien de la France.
En 1923, des troubles séparatistes éclatent dans le Palatinat rhénan et en Rhénanie prussienne dans le but de créer une République palatine (de même une République rhénane est proclamée à Aix-la-Chapelle), entraînant une violente réaction. Dans la soirée du 9 janvier 1924, sous le commandement de Jung, une troupe d’une vingtaine d’hommes traverse le Rhin pris par les glaces et pénètrent dans la salle à manger de l'hôtel Wittelsbacher Hofes à Spire. Ils y assassinent le président de la république autonome du Palatinat, Franz Josef Heinz. Jung est légèrement blessé lors des échanges de tirs, mais il parvient à s’enfuir et se réfugie à Munich.
Au cours de la même année il présente sa candidature au Reichstag, sous les couleurs du Parti populaire allemand, le parti de Gustav Stresemann, mais il n’est pas élu.
En 1925, il ouvre son cabinet d'avocat à Munich, ce qui l'amènera progressivement à se distancer des activités de parti pour des actions de type « métapolitique » au sein de clubs, comme le Juniklub d'Arthur Moeller van den Bruck.
C'est au cours de l'année 1927 que paraît la première version de son livre « Die Herrschaft der Minderwertigen » en français : « La Domination des Inférieurs », véritable manifeste politico-philosophique, considéré comme un des ouvrages les plus importants de la Révolution conservatrice allemande. Il y développe sa vision d'un empire social, antiparlementaire et inspiré des principes chrétiens. Il oppose la vision « impériale » de la Cité, qui serait issue du catholicisme, à la vision « nationale », inspirée du protestantisme. Il tient également à marquer sa différence d'avec les organisations conservatrices classiques en donnant une dimension « révolutionnaire » à sa philosophie : selon lui, le progressisme a bien eu une réelle utilité historique en débarrassant le monde des formes politiques d'Ancien Régime, jugées décadentes. Mais son utilité s'arrêterait là, et il conviendrait de revenir à un mode politique de conservation.

## Après la prise du pouvoir par les nazis
Dès l'accession d'Adolf Hitler à la chancellerie à la tête d'un cabinet de coalition, le 30 janvier 1933, Jung offre ses services au vice-chancelier conservateur Franz von Papen, comme conseiller politique et pour rédiger ses discours et exerce son activité au sein de la vice-chancellerie. Dès l'été 1933, certains membres du cabinet de la vice-chancellerie (Jung reconnu comme l'épicentre du groupe, Tschirschky, Bose) s'orientent vers une forme de résistance plus active et plus dangereuse visant à fragiliser le régime d'Hitler.
Le 17 juin 1934, le vice-chancelier von Papen prend la parole devant les étudiants de l’université de Marbourg.
Dans son discours, essentiellement rédigé par Jung, il mentionne expressément la menace d'une « seconde révolution » et dénonce « tout ce qui se dissimule d'égoïsme, de prétention sous le manteau de la révolution allemande [...] la confusion entre brutalité et virilité […] les méthodes terroristes dans le domaine de la justice ». Ce discours jette « une bombe sur la place publique »: il constitue une violente critique publique de la direction imprimée au gouvernement par Hitler et des méthodes des nazis et met en lumière les profondes divergences et les oppositions entre les différentes composantes du gouvernement.
Jung, tout comme Bose furent assassinés au cours de la Nuit des longs couteaux.